# والتر إس. كينيدي
والتر إس. كينيدي (بالإنجليزية: Walter S. Kennedy)‏ هو لاعب كرة قدم أمريكية أمريكي، ولد في 1873 في ودبورن في الولايات المتحدة، وتوفي في 28 أبريل 1954.